# Francesco Miceli Picardi
Francesco Miceli Picardi (Paola, 21 aprile 1882 – Paola, 18 dicembre 1954) è stato un politico italiano.

## Biografia
Esponente calabrese del Partito Popolare Italiano, figlio del marchese Giuseppe e dalla nobildonna Amelia Valitutti, nel 1919 fu eletto deputato della XXV legislatura del Regno d'Italia, confermando il proprio seggio anche dopo le elezioni del 1921, per la XXVI legislatura, che si concluse nel 1924 con l'avvento del fascismo.
Nel dopoguerra fu eletto senatore nella I legislatura della Repubblica Italiana con la Democrazia Cristiana, rimanendo in carica fino alla primavera del 1953.
Morì un anno e mezzo dopo, all'età di 72 anni nella sua natia Paola.